# Ebi-Nur
44°53′N 83°00′Ø / 44.883°N 83.000°Ø

Aibi  eller Ebi-Nur (kinesisk: 艾比湖; pinyin: Àibǐ Hú) er en sø i  det  autonome præfektur Bortala i Xinjiang, i det nordvestlige Kina tæt ved grænsen til Kazakhstan. Den liger ved den sydvestlige ende af Dzungaria-porten, og afvander Dzungariasletten. Den havde oprindelig  et areal på over 1.000 km2 og en gennemsnitsdybde på under 2 meter . Da den har et højt saltindhold (87 g/liter) lever der ingen fisk eller planter i søen.
I august 2007 blev området ved Aibisøen udpeget som naturreservat af den kinesiske regering.
Søen bliver hastigt mindre, og havde i 2007 kun et areal på 500 km2.

## Eksterne kilder og henvisninger
1. ↑  "Lake shrinks, desert expands". Arkiveret fra originalen 14. januar 2011. Hentet 11. januar 2011.